# Хонда S2000
Хонда S2000 је аутомобил јапанског произвођача Хонда. Представљен је 1995. на Аутосајму у Токију, а серијска производња је почела априла 1999. на 50 рођендан Хонде и трајала је до јуна 2009. S2000 означава кубикажу мотора, настављајући традицију роадстера из 1960-их (S500, S600 и S800). Оно по чему се овај ауто истиче је VTEC технологија помоћу које се из мотора добија 240 КС (мотор нема турбо) и максималан број обртаја мотора од 9000.